# Gongora vitorinoana
Gongora vitorinoana är en orkidéart som beskrevs av Guy Robert Chiron och Lou Christian Menezes. Gongora vitorinoana ingår i släktet Gongora och familjen orkidéer. Inga underarter finns listade i Catalogue of Life.